# Deh Khowrdū
Deh Khowrdū (persiska: يرد خردو, Yord-e Khordū, ده خوردو) är en ort i Iran.   Den ligger i provinsen Hormozgan, i den södra delen av landet, 1 000 km söder om huvudstaden Teheran. Deh Khowrdū ligger 63 meter över havet och antalet invånare är 201.
Terrängen runt Deh Khowrdū är kuperad åt sydost, men åt nordväst är den platt.Runt Deh Khowrdū är det glesbefolkat, med 11 invånare per kvadratkilometer. Närmaste större samhälle är Gāvbandī, 3,0 km norr om Deh Khowrdū. Trakten runt Deh Khowrdū är ofruktbar med lite eller ingen växtlighet.